# Давід Кардозу
Давід Руй де Конг Кардозу (порт. David Rui de Kong Cardoso; нар. 13 грудня 1994, Макао) — маканський футболіст, опорний півзахисник французького клубу «Бордо Б».

## Життєпис
Народився в Макао, вихованець місцевих клубів «Бенфіка» та «МФА Девелопмент». У 2010 році перейшов до молодіжної академії лісабонської «Бенфіки». Також виступав за юнацьку команду «Фейренсі».
Дорослу футбольну кар'єру розпочав 2013 року в «Мафрі». Потім виступав за нижчолігові клуби «Луреш» та «Кова да Пієдада». У 2016 році приєднався до «Браги Б». У новій команді дебютував 28 січня 2017 року в поєдинку Сегунда-Ліги проти «Кова да Пієдада». Цей матч виявився єдиним для Давіда в другому дивізіоні чемпіонату Португалії, проведений за «Брагу Б». З 2017 по 2018 рік виступав за «Боавішту Б».
31 січня 2019 року підписав 2,5-річний контракт з «Бордо».